# Hydrogeologisches Kompartiment
Ein hydrogeologisches Kompartiment ist ein abgegrenzter Teilraum in der Erdkruste oder in der Landschaft, in dem vergleichbare hydrogeologische, hydrochemische oder hydrophysikalische Bedingungen vorherrschen. Hydrogeologische Kompartimente werden aus methodischen Gründen definiert, um Zusammenhänge, Unterschiede und Wechselwirkungen zwischen den einzelnen Teilräumen analysieren zu können, mit dem Ziel beispielsweise genetische Zusammenhänge besser darzustellen.